# Jim Dray
Pour les articles homonymes, voir Dray.
(en) Statistiques sur pro-football-reference
James Russell Dray (né le 31 décembre 1986 à Paramus) est un joueur américain de football américain. Il joue actuellement avec les Browns de Cleveland.

## Lycée
Dray fait ses études à la Bergen Catholic High School.

## Carrière

### Université
Il entre à l'université de Stanford et joue avec l'équipe de football américain. Lors de la saison 2009, il s'inscrit pour le draft de la NFL de l'année suivante.

### Professionnelle
Jim Dray est sélectionné au septième tour du draft de la NFL de 2010 par les Cardinals de l'Arizona. Le 8 juillet 2010, il signe un contrat de quatre ans et selon le journaliste Adam Caplan, le montant du contrat aurait été de 1,84 million de dollars.
Lors de sa première saison en professionnelle (rookie), Dray joue les seize matchs de la saison (dont trois comme titulaire) et récupère trois ballons pour quarante-sept yards.